# Hongquan
Hongquan (chinesisch 紅拳 / 红拳, Pinyin hóngquán, „Rote Faust“) ist eine bestimmte in der chinesischen Provinz Shaanxi verbreitete Art des Kung Fu. Sie wurde in die Liste des immateriellen Kulturerbes der Volksrepublik China aufgenommen (Nr. 796).